# C/2005 N5 Catalina
C/2005 N5 Catalina è una cometa periodica appartenente alla famiglia delle comete halleidi anche se la sua attuale denominazione sembrerebbe indicare indicare una cometa non periodica. La cometa al momento della sua scoperta, il 12 luglio 2005 aveva un aspetto asteroidale ma pochi giorni dopo fu scoperto che in effetti si trattava di una cometa.